# Таат
Таат — аналог гаммы или, скорее, лада в индийской классической музыке традиции Хиндустани. Состоит из семи сур саргама, образуя базовый лад для построения раги.
Всего из саргама возможно построить 32 таата, но лишь 20 из них реально используются, а 10-13 (в разных традициях) имеют названия.

## Основные тааты
Выделяют 10 основных таатов (в записи латинскими буквами, см. Саргам):
- Билавал: S R G m P D N.
- Кхаммадж: S R G m P D n.
- Кафи: S R g m P D n.
- Асавари: S R g m P d n.
- Бхайрави: S r g m P d n.
- Бхайрав: S r G m P d N.
- Кальян: S R G M P D N.
- Марва: S r G M P D N.
- Пурви: S r G M P d N.
- Тоди: S r g M P d N.

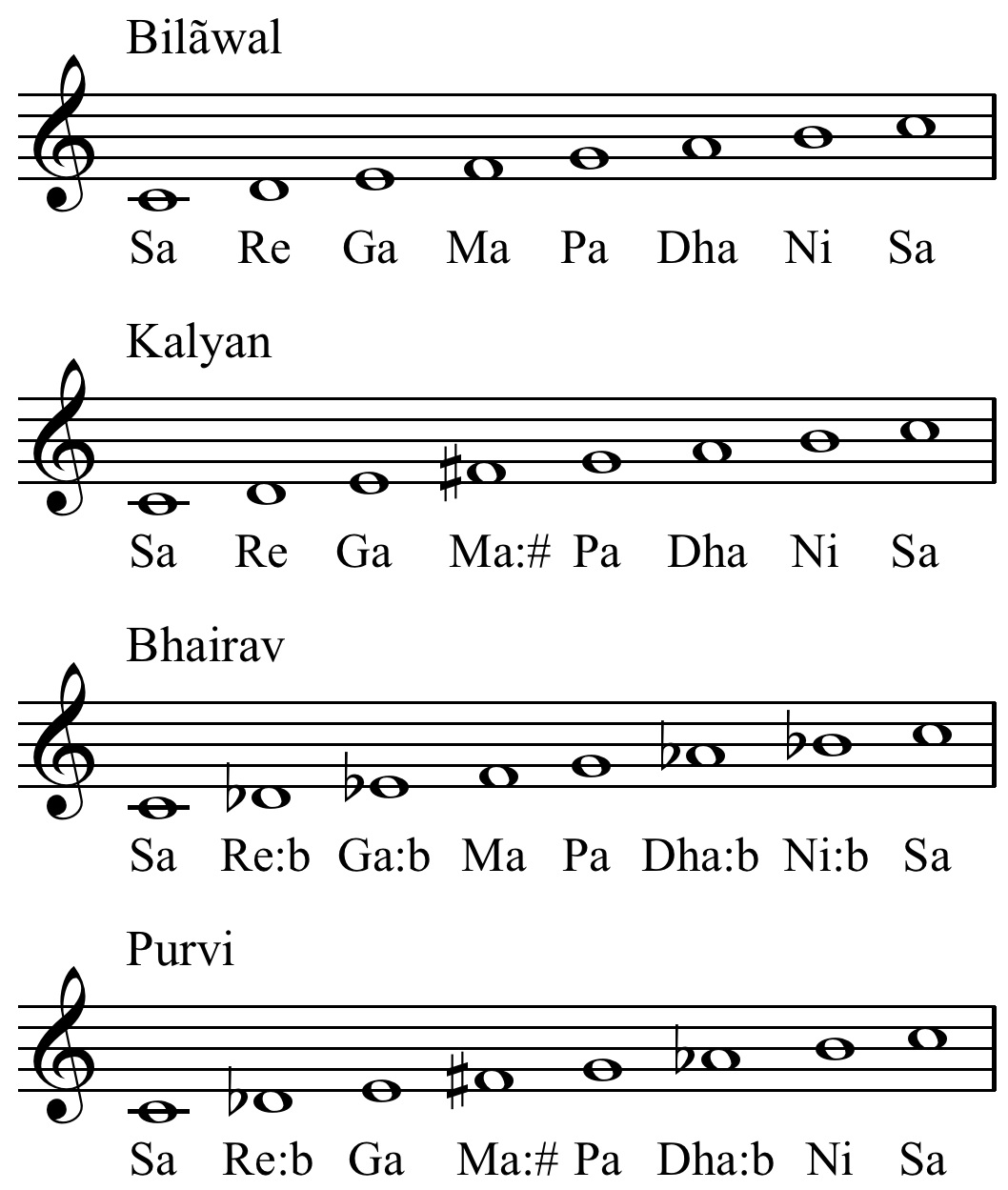
Примеры записи таатов в западной нотной записи (от ноты до)

Кроме вышеперечисленных, названия часто дают следующим таатам:
- Ахир Бхайрав: S r G m P D n.
- Чарукеси: S R G m P d n.
- Кирувани: S R g M P d N.